# 164405 Fennell
164405 Fennell è un asteroide della fascia principale. Scoperto nel 2005, presenta un'orbita caratterizzata da un semiasse maggiore pari a 2,569104 UA e da un'eccentricità di 0,152251, inclinata di 13,750828° rispetto all'eclittica. Ha un diametro di 2,346 km, un periodo di rotazione di 16,766 ore e un'albedo di 0,293.
È dedicato a Frederick Fennell, direttore d'orchestra statunitense.